# 1969年北京站列车相撞事故
北京站列车相撞，1969年5月29日22時27分，44次旅客快车司机冒进信号而與87次列车正面衝突，造成87次列车司机和司炉当场死亡，旅客和乘务员重伤10人、轻伤457人，机车大破3台、客车大破4辆、小破19辆。事件驚動国务院总理周恩來直接介入處理。事故發生在文化大革命期間，被定性為「極左思潮」。

## 經過
22时19分，北京铁路局北京内燃机务段的东风型1210号机车，牵引由兰州站开往北京站的44次特快旅客列车（后演变为今K41/4/3/2次列车）到达双沙铁路东郊站，因当日北京工程段在内燃机务段扩建施工时铲断了地下电缆，造成东郊至北京站间半自动闭塞系统故障，改用电话闭塞法行车，因此44次列车在东郊站临时停车接过路票，并于晚上10时20分从东郊站开出。
当列车接近北京站时，司机和副司机两人看见进站信号机显示红灯，但司机盲目认为路票有效范围包含进站，并不顾副司机劝阻，执意越过进站信号机开往北京站，当发现前方进路有列车迎面开来已停车不及，于22时27分在北京站57号道岔处，与由北京开往太原的87次旅客快车（后演变为今K601/602次列车）发生正面冲突（由北京铁路局保定机务段的人民型1224号蒸汽机车牵引）。

## 周恩來處理
事故原因發生在文革期間，被定性為「内燃机车司机受极左思潮影响不遵守红灯禁行的规定」。5月30日，国务院总理周恩来亲自到北京站调查处理这一事故。7月26日，周恩来接见全国铁路运输工作会议全体代表並說：「这回北京站出事故，给信号完全不看，红灯也往里开，黄灯打了招呼，叫他慢他不慢，红灯还不停，还往里闯，那边出来蒸汽机车，就在东便门大桥，内燃机车一冲，两个车头接了吻，后头的车拱起来了，出了大事故」。周恩来又要求全国铁路部门引以为戒说：「铁路规章制度很重要，极左思潮不允许。北京站撞车，就是没有认真执行规章制度。」

## 引用文獻
1. 1 2 3  中国铁道学会安全委员会. . 上海: 上海交通大学出版社. 2012: 53. ISBN 9787313084583.
2. ↑  曹应旺. . 上海人民. 2006  [2020-05-10]. （原始内容存档于2020-05-08）.第20章第5節「大抓铁道交通安全和铁路建设」。